# الیزابت انگدال
الیزابت بریت انگدال (متولد 1949 در استکهلم ) زبان‌شناس سوئدی و استاد بازنشستهٔ دانشگاه گوتنبرگ است. او اولین زبان‌شناسی بود که پارازیتیک گپ‌ها را به تفصیل بررسی کرد.

## تحصیلات
انگدال پس از گذراندن مدرک کارشناسی ارشد در دانشگاه اوپسالا ، از بنیاد سوئد-آمریکا مدرک دانشجویی دریافت کرد و تحصیلات تکمیلی خود را در رشتهٔ زبان‌شناسی همگانی در دانشگاه ماساچوست-امهرست دنبال کرد. او درجهٔ دکترای خود را در سال 1980 با رساله‌ای در مورد نحو و معناشناسی سوالات به زبان سوئدی،  تحت نظارت باربارا پارتی دریافت کرد.  